# 小森孝憲
小森 孝憲（こもり たかのり、1980年12月23日 - ）は、東京都出身の元プロ野球選手（投手）。

## 来歴・人物
横浜商大高では3年夏の東神奈川大会準決勝でセンバツ優勝、夏も全国制覇する横浜高校に0-25で敗れる。北海道学生野球連盟に加盟する東農大生物産業学部に進学。
大学時代は稲嶺誉と共に活躍し、1年春に新人賞、最優秀投手を受賞。4年次の2002年には前年秋に続き春季リーグ最優秀投手賞を獲得し、大学選手権にも4回出場、2年から登板した（4年は1回戦7回コールド完封、2回戦敗退）。日本代表候補となり、同年のプロ野球ドラフト会議で、その春のキャンプに参加していたヤクルトスワローズから9巡目でされ入団した。東京農大生物産業学部時代は食品科学科に在籍し、野球部の活動と並行して「ヨーグルトの物性について」研究を行っていた。
プロ一年目の2003年シーズンは二軍で先発5試合含む33試合に登板し、2勝5敗0S、防御率は6.46の成績をのこす。
2004年シーズンも一軍での登板はなく、二軍ですべてリリーフとして33試合に登板し、2勝1敗0Sの成績を残したが、防御率は5.17と向上が見られた。
1軍に昇格することなく、2005年シーズン終了後に戦力外通告を受けた。監督に就任したばかりの古田敦也プレーイングマネージャー直々に監督専属広報への転身を打診され、現役を引退し監督専属広報に就任した。現役最終年の成績は38試合に登板し、1勝0敗0S、防御率3.45の成績であった。
2007年、古田の監督退任に伴いヤクルトを退団。その後、スポーツメーカーのZETTに入社した。

## 選手としての特徴
投球フォームはサイドスロー。ストレートの最速は143km/hで持ち球はスライダーとシンカー。

## 詳細情報

### 年度別投手成績
- 一軍公式戦出場なし

### 背番号
- 59 （2003年 - 2005年）